# Bellefonte (Kentucky)
Bellefonte es una ciudad ubicada en el condado de Greenup en el estado estadounidense de Kentucky. En el Censo de 2010 tenía una población de 888 habitantes y una densidad poblacional de 489,8 personas por km².

## Geografía
Bellefonte se encuentra ubicada en las coordenadas 38°29′37″N 82°41′18″O / 38.49361, -82.68833. Según la Oficina del Censo de los Estados Unidos, Bellefonte tiene una superficie total de 1.81 km², de la cual 1.81 km² corresponden a tierra firme y (0%) 0 km² es agua.

## Demografía
Según el censo de 2010, había 888 personas residiendo en Bellefonte. La densidad de población era de 489,8 hab./km². De los 888 habitantes, Bellefonte estaba compuesto por el 94.48% blancos, el 1.01% eran afroamericanos, el 0% eran amerindios, el 2.59% eran asiáticos, el 0.11% eran isleños del Pacífico, el 0.11% eran de otras razas y el 1.69% pertenecían a dos o más razas. Del total de la población el 1.69% eran hispanos o latinos de cualquier raza.